# Iguala de la Independencia
Iguala de la Independencia là một đô thị thuộc bang Guerrero, México. Năm 2005, dân số của đô thị này là 128444 người.